# Starrcade
O Starrcade foi um evento de wrestling profissional em forma de pay-per-view realizado entre os anos 1983 e 2000 pela National Wrestling Alliance (NWA) e sequencialmente pela World Championship Wrestling (WCW), como um exemplo de concorrência a WrestleMania, pay-per-view da WWE. Entre 1983 e 1987 foi realizado pela Jim Crockett Promotions (JCP), que era a promoção com maior destaque dentro da NWA.